# اللغة الهولندية
اللغة الهولندية أو اللغة النيذرلاندية هي إحدى اللغات الجرمانية الغربية. يبلغ عدد الناطقين بها حوالي 22 مليوناً كلغة أم وحوالي 5 ملايين كلغة ثانية. وتعتبر لغة رئيسية في كل من هولندا وبلجيكا وسورينام ودول ما بعد جزر الأنتيل الهولندية.
معظم المتكلمين بالهولندية يعيشون في هولندا، وبلجيكا، وسورينام، مع مجموعات صغيرة من المتحدثين في أجزاء من فرنسا وألمانيا والعديد من المستعمرات الهولندية السابقة. وهي كلغة مرتبطة ارتباطاً وثيقاً باللغات الجرمانية الغربية (على سبيل المثال: الإنجليزية، الفريزية الغربية والألمانية) وإلى حد ما عن بعد باللغات الجرمانية الشمالية.
الهولندية محكية أيضاً في بعض الدول الأفريقية، إذ هي إحدى اللغات الرسمية لجنوب أفريقيا، ومحكية على نطاق واسع في ناميبيا. كما أنها تعد مصدراً للعديد من اللغات الكريولية ومنبعاً للغات مشتقة مثل اللغة الأفريكانية.

## الأسماء
رغم أن تسمية الهولندية تشير إلى اللغة عامة إلا أن التنويعات البلجيكية والتي تعرف باسم الفلامون أو الفلمنكية يتم تمييزها عن التنويعات الهولندية، وفي كل من بلجيكا وهولندا فإنه يطلق على اللغة الهولندية اسم نيدرلاندز وتتسمى لهجاتها باسمها الخاص بها مثل لهجة هولاندز فإنها تسمى هولاندر، الفلمنكية الغربية: فيست فلامز، ليمبورخ: اللهجة الليمبورخية وهكذا.

## التصنيف
- لغات هندية أوروبية
  - لغات جرمانية
    - لغات جرمانية غربية
      - لغات فرانكونية دنيا
        - هولندية
          - أفريقانية، كريولية ذات أساس هولندي

## التوزيع الجغرافي
اللغة الهولندية هي اللغة الرسمية لكل من هولندا، بلجيكا، سورينام، أروبا، كوراساو، سانت مارتن، وهي تعد أيضاً اللغة الرسمية لعدد من المنظمات الدولية مثل: الإتحاد الأوروبي، اتحاد دول أمريكا الجنوبية، وتستخدم بشكل غير رسمي في مجموعة الكاريبي.

#### بروكسل

اللغات الداخلية في بروسل 2006
فرنسية فقط
فرنسية وهولندية
فرنسية ولغة أخرى غير الهولندية
هولندية فقط
لا فرنسية ولا هولندية

#### فرنسا

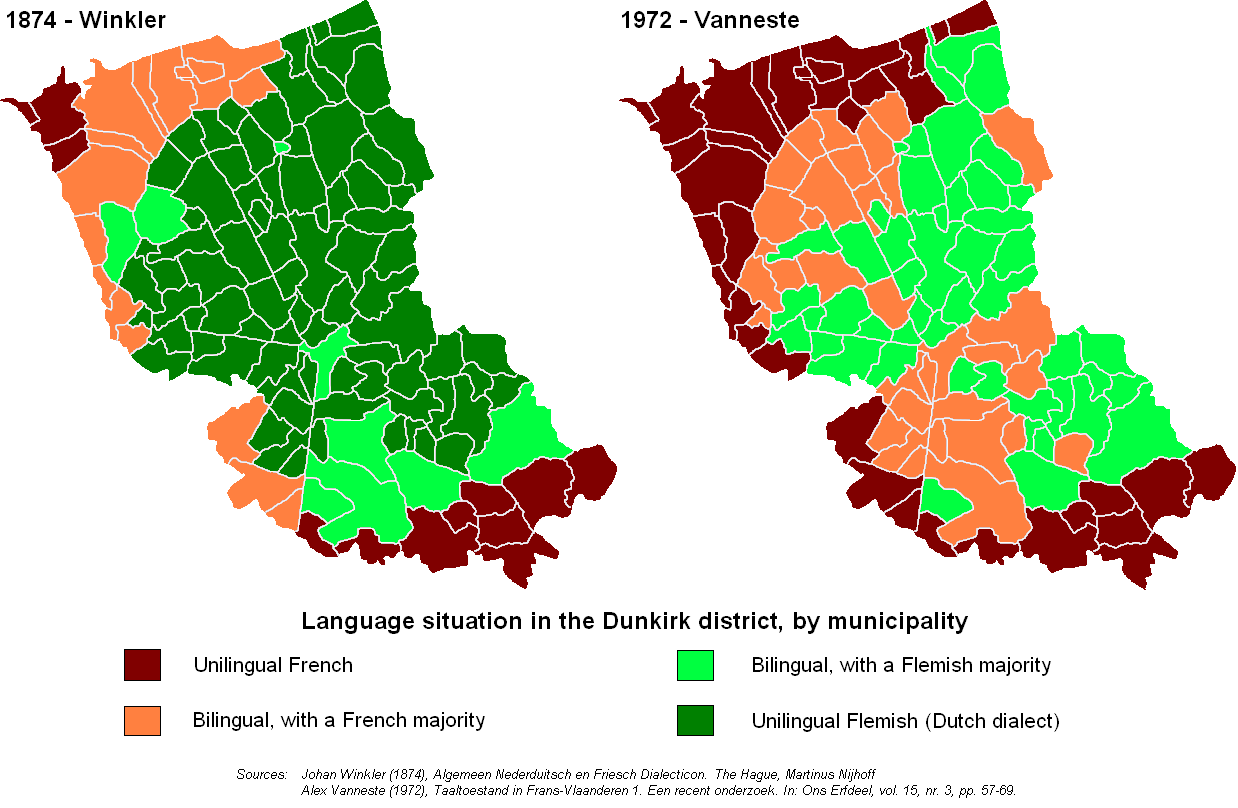
وضع اللغة في ضاحية دونكيرك بشمالي فرنسا عام 1874م ثم عام 1972م

### آسيا

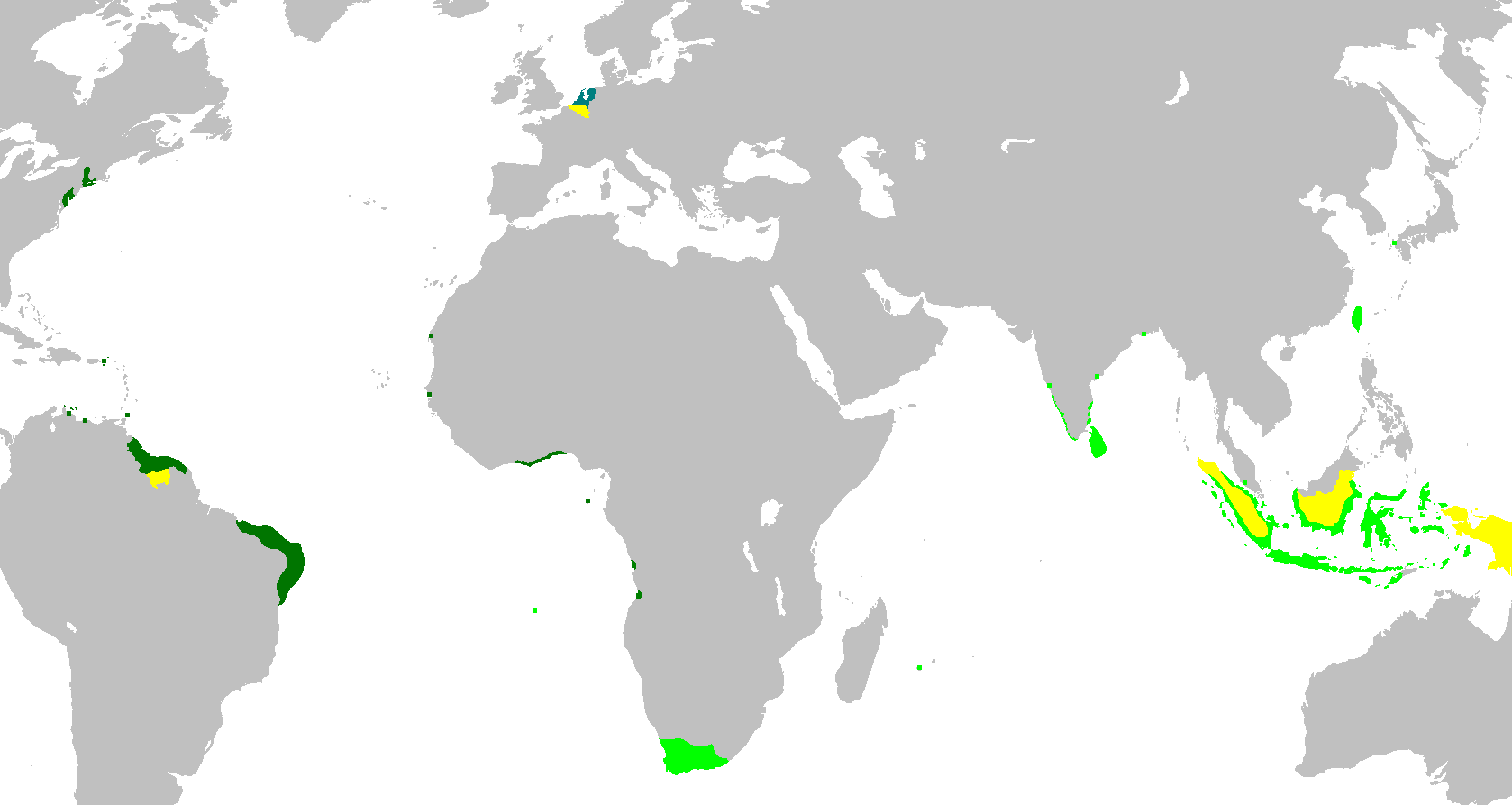
الإمبراطورية الهولندية في ذروتها

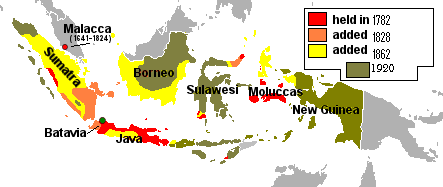
الهند الشرقية الهولندية

### الأمريكتين

موقع سورينام في أمريكا الجنوبية

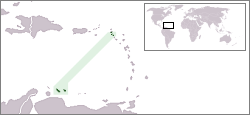
موقع جزر الأنتيل الهولندية السابقة في منطقة الكاريبي

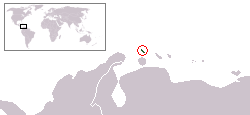
موقع أروبا قبالة الساحل الشمالي أمريكا الجنوبية

#### أفريقيا البلجيكية

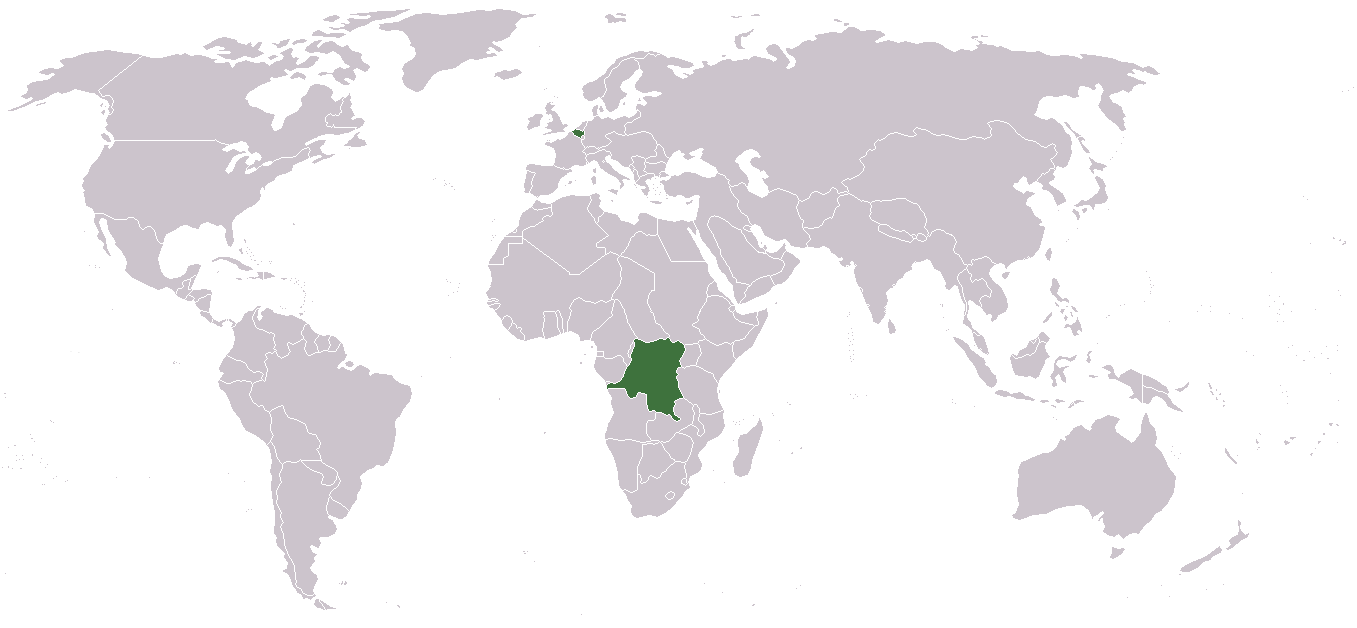
الإمبراطورية البلجيكية الاستعمارية

#### لغة أفريقانية

توزيع اللغة الأفريقانية عبر جنوب أفريقيا
جزء من السكان يتحدثون اللغة الأفريقانية في المنزل

كثافة المتحدثين باللغة الأفريقانية في المنزل

### أوروبا

#### البلاد الواطئة
تعد اللغة الهولندية هي اللغة الأولى والرسمية لهولندا التي يصل تعداد سكانها إلى 16.7 مليون نسمة، والذي يتحدث 96% منهم الهولندية كلغة أم. ويستخدم اللغة الفريزية في إقليم فريزلاند وجزء من خرونينن بعض السكان البالغ عددهم حوالي مائة ألف فريزي. وتوجد بهولندا لهجات مختلفة، لكن عادة ما تستبدل باللهجة التي تستخدمها وسائل الإعلام والمدارس والحكومة (وتعرف بالهولندية الفصحى). أما لغات المهاجرين فتتنوع بين الأندونيسية والتركية والإنجليزية والأسبانية والبربرية والمغربية والعربية والبابيامنتو والسرانية. والجيل الثاني من أبناء المهاجرين غالباً ما يتحدث الهولندية كلغته الأم وأحياناً جنباً إلى جنب مع لغة آبائهم.

#### بلجيكا

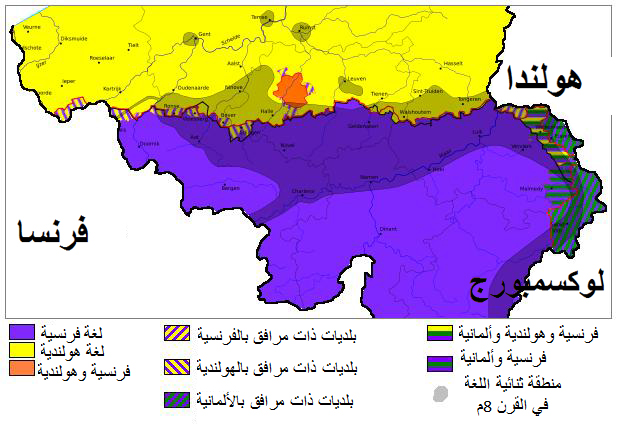
وضع اللغات في بلجيكا

بلجيكا ذات ال11 مليون نسمة بها ثلاث لغات رسمية، وهي بترتيب الأكثر تحدثاً ثم الأقل: الهولندية (والتي يطلق عليها بالعامية أحياناً الفلامون)، الفرنسية، والألمانية، وهناك حوالي 59% من السكان البلجيك يتحدثون الهولندية كلغتهم الأولى، بينما يتحدث الفرنسية حوالي 40% من السكان.
اللغة الهولندية هي اللغة الرسمية في "المنطقة الفلمنكية" (حيث أنها هي اللغة الأم لحوالي 97% من السكان) وواحدة من اللغتين الرسميتين – جنبا إلى جنب مع الفرنسية – في نطاق العاصمة بروكسل".

## اللهجات

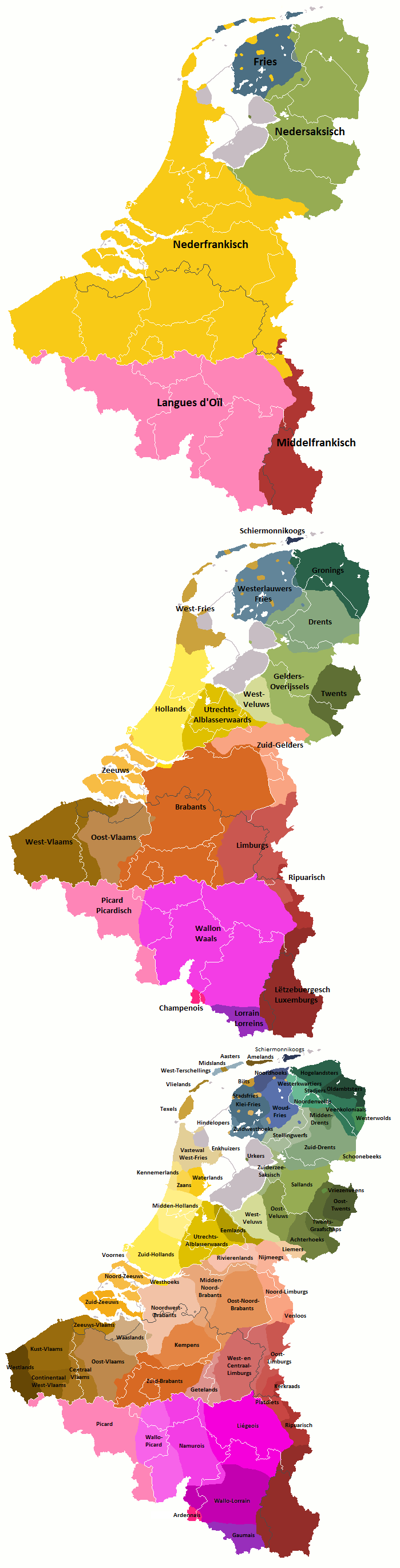
اللهجات الهولندية في الأراضي المنخفضة

تتنوع اللهجات الهولندية بشكل ملحوظ

## الأصوات

### الحروف الساكنة
|              | شفتاني | أسناني شفوي | لثوي | لثوي غاري | طبقي/ لهوي | حنجري |
| ------------ | ------ | ----------- | ---- | --------- | ---------- | ----- |
| صامت أنفي    | ‎m‏      |             | ‎n‏    |           | ‎ŋ‏          |       |
| صامت انفجاري | ‎p‏ ‎b‏    |             | ‎t‏ ‎d‏  |           | ‎k‏ ‎ɡ‏        | ‎(ʔ)‏   |
| صامت احتكاكي |        | ‎f‏ ‎v‏         | ‎s‏ ‎z‏  | ‎ʃ‏ ‎ʒ‏       | ‎x‏ ‎ɣ‏        | ‎ɦ‏     |
| صامت مرتعد   |        |             | ‎r‏    | ‎r‏         | ‎r‏          |       |
| شبه صامت     | ‎ʋ‏      | ‎ʋ‏           | ‎l‏    |           | ‎j‏          |       |

## قواعد اللغة الهولندية
تشبه قواعد اللغة الهولندية اللغة الألمانية مثل تراكيب الجمل وتصريف الأفعال (للمقارنة بين الصرف الإنجليزي والهولندي والألماني انظر مقالتي الأفعال الألمانية الضعيفة والأفعال الألمانية القوية)، والهولندية تحتوي على أحوال نحوية لكنها الآن مقصورة على الضمائر وعدد كبير من الجمل الثابتة. والأشكال المصرفة لأدوات التعريف والنكرة نجدها في أسماء الأشخاص والأماكن.
وفي الأصل كانت الهولندية تحوي ثلاثة أجناس: المذكر والمؤنث والمحايد رغم أنه بالنسبة للعديد من متحدثي اللغة اختزل المذكر والمؤنث في النوع المشترك de بينما ظلت النوع المحايد het منفصلاً كما هو.
ونظام النوع في الهولندية مشابهاً لمعظم اللغات الإسكندنافية القارية، فهناك العديد من البلجيك ما زالوا يفرقوا بين المذكر والمؤنث (انظر: النوع في قواعد اللغة الهولندية). وكما في الإنجليزية لكن بدرجة أقل فقد أصبح النحو الصرفي للغة (مثل الصفة وتصريف الأسماء) أكثر بساطة مع مرور الوقت.

### التذكير والتأنيث وأحوال الاسم
الجدول بالأسفل يوضح أدوات التعريف ويبين كيف أن الهولندية الحديثة أقل تعقيداً من اللغة الألمانية، فالأداة لها فقط شكلان: de و het، وهذا أكثر تعقيداً من اللغة الإنجليزية التي تحوي أداة تعريف واحدة فقط هي the. واستخدام الشكل المصرف den في المفعول المباشر وغير المباشر بالإضافة لاستخدام الأداة der في المفعول غير المباشر مقصور على عدد من الجمل الثابتة وبعض أسماء الأشخاص والأماكن.
|                 | الهولندية     | الهولندية     | الهولندية      | الهولندية      | الألمانية     | الألمانية     | الألمانية      | الألمانية      |
|                 | المفرد المذكر | المفرد المؤنث | المفرد المحايد | الجمع (أي نوع) | المفرد المذكر | المفرد المؤنث | المفرد المحايد | الجمع (أي نوع) |
| --------------- | ------------- | ------------- | -------------- | -------------- | ------------- | ------------- | -------------- | -------------- |
| المبتدأ         | de ‎[də]‏       | de            | het ‎[ɦət]‏      | de             | der           | die           | das            | die            |
| الإضافة         | des / van de  | der / van de  | des / van het  | der / van de   | des           | der           | des            | der            |
| مفعول غير مباشر | de            | de            | het            | de             | dem           | der           | dem            | den            |
| مفعول مباشر     | de            | de            | het            | de             | den           | die           | das            | die            |

|                                            | مفرد مذكر أو مؤنث                                    | مفرد محايد                                        | جمع(أي نوع)                                                           |
| ------------------------------------------ | ---------------------------------------------------- | ------------------------------------------------- | --------------------------------------------------------------------- |
| معرف (مصحوب بأداة تعريف أو ضمير)           | de mooie fiets (الدراجة الجميلة)                     | het mooie huis (المنزل الجميل)                    | de mooie fietsen (الدراجات الجميلة) de mooie huizen (المنازل الجميلة) |
| نكرة (مصحوب بأداة نكرة أو لا أداة أو ضمير) | een mooie fiets (دراجة جميلة) koude soep (حساء بارد) | een mooi huis (a منزل جميل) koud water (ماء بارد) | mooie fietsen (دراجات جميلة) mooie huizen (منازل جميلة)               |

## المفردات
تسود المفردات الهولندية المفردات الألمانية في الأصل مقارنةً بالمفردات الإنجليزية في اللغة.

## الهولندية كلغة ثانية
تُدرَّس اللغة الهولندية كلغة أجنبية في المدارس الابتدائية والثانوية في المناطق المتاخمة لهولندا وبلاد الفلاندرز. في الجزء البلجيكي الناطق بالفرنسية يوجد ما يقرب من 300000 طالب يدرسون الهولندية، ثم يليهم 20000 طالب في الولايات الألمانية مثل سكسونيا السفلى وشمال الراين وستفاليا، وحوالي 7000 طالب في المنطقة الفرنسية نور با دو كاليه (من بينهم 4550 في المدارس الابتدائية وحدها).
والهولندية لغة الشرح في المدارس في سورينام، حتى بالنسبة لغير المتحدثين بها.
كما يتم تدريس الهولندية في مراكز اللغات بأندونيسيا، والتي أهمها مركز إراسموس للغات في جاكرتا. وكل عام يدرس به من 1500 إلى 2000 طالب، وكإجمالي يدرس الآلاف من الإندونيسيين الهولندية كلغة أجنبية.
أما على المستوى الأكاديمي، فإن اللغة الهولندية تدرس في حوالي 225 جامعة في أكثر من 40 دولة. وحوالي 10000 طالب يدرسون اللغة الهولندية في العالم في الجامعة.
وأكبر عدد من الجامعات التي تدرس الهولندية يوجد في ألمانيا (30 جامعة)، يتبعها فرنسا والولايات المتحدة الأمريكية (20 جامعة كلاً منها). وهناك 5 جامعات تدرس الهولندية في المملكة المتحدة.
ونظراً لمضي قرون من الحكم الهولندي في أندونيسيا فإن العديد من الوثائق القديمة مكتوبة باللغة الهولندية. ولذلك فإن العديد من الجامعات هناك تتضمن الهولندية كلغة مصدر، خاصة لطلاب التاريخ والقانون.
ويبلغ عدد دارسي الهولندية في أندونيسيا حوالي 35000 طالب، أما في جنوب أفريقيا فإنه يصعب معرفة عدد الطلاب نظراً لإن الدراسة الأكاديمية للغة الأفريقانية حتماً يتضمن الهولندية. أما حول العالم فإن عدد الدارسين للهولندية قليل نسبياً.